# Allrode
Allrode è una frazione della città tedesca di Thale, nel Land della Sassonia-Anhalt.

## Storia
Fino al 30 giugno 2009 Allrode era un comune autonomo.